# Pintor de Cleofonte

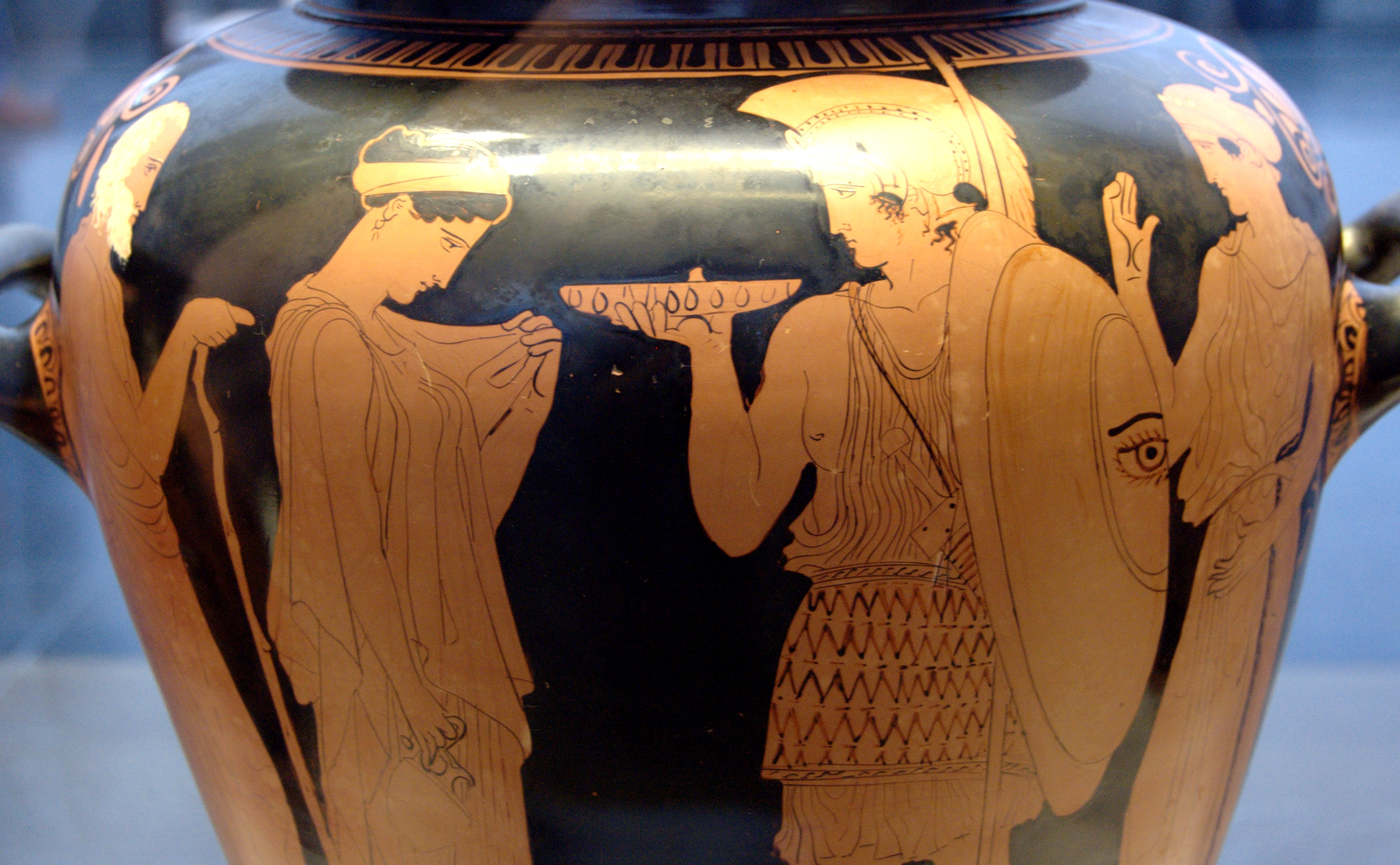
Partida del soldado. Vaso ático de figuras rojas.

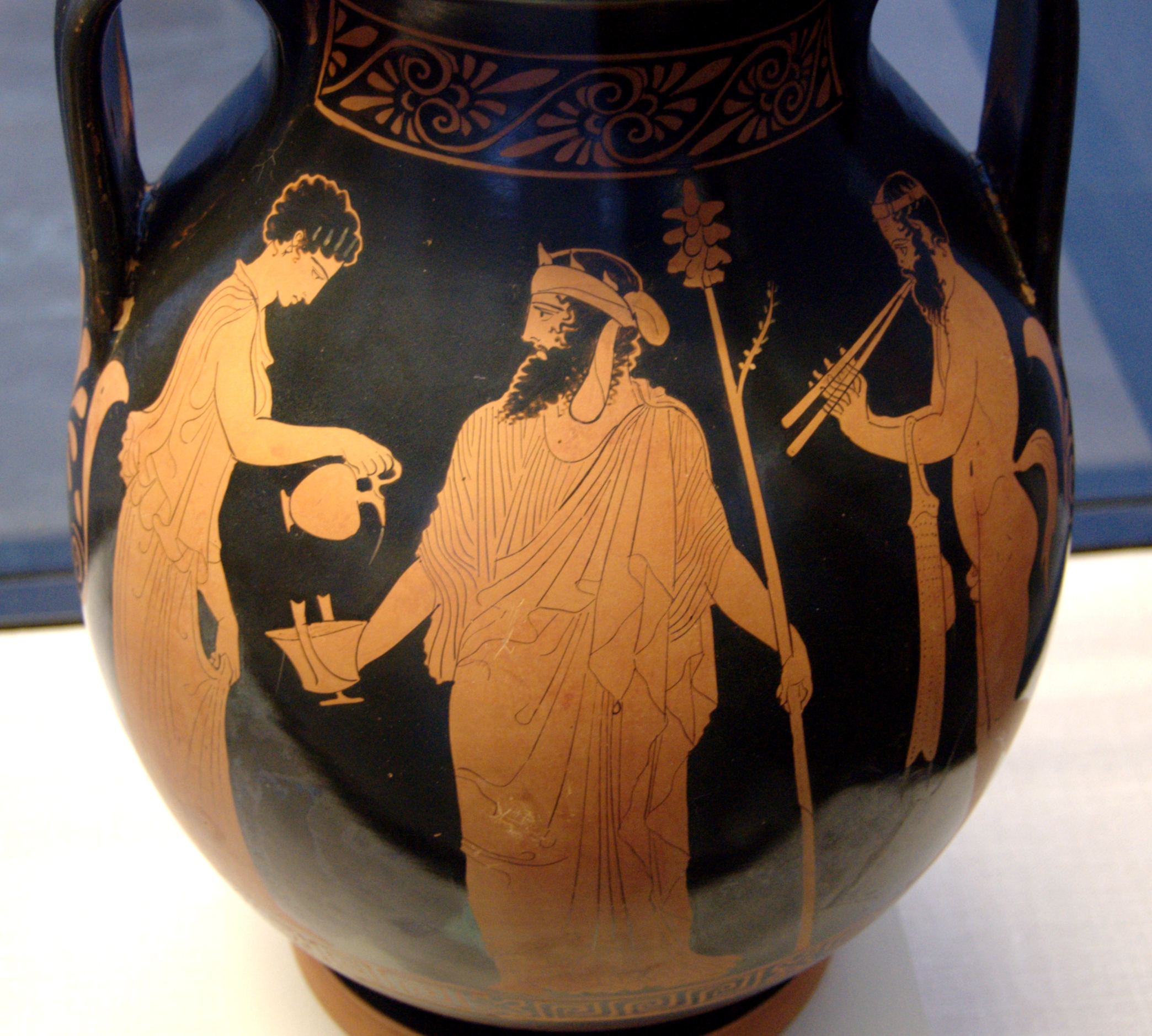
Ménade siriviendo una libación a Dioniso. Vaso ático de figuras rojas.

Pintor de Cleofonte es el nombre convenido que se da a un pintor ateniense de vasos de figuras rojas activo aproximadamente entre el 440 y el 420 a. C.,alumno de Polignoto, pintor de segunda generación del taller de Polignoto y especializado en la decoración de vasos grandes y medianos. Su vaso epónimo es un estamno conservado en San Petersburgo (Hermitage 810) que lleva una aclamación a un joven llamado Cleofonte. Colaboró con el Pintor de Aquiles.
Al igual que Polignoto, decoró principalmente vasos de mayor tamaño, como los estamnos, los pélices y los lutróforos, pero también algunos vasos más pequeños, como los kílices, los lécitos y los escifos. Su dibujo se encuentra entre los mejores de su época y refleja el estilo de las esculturas del Partenón (captura la grandeza de las representaciones de su famoso friso).
Son frecuentes en su producción los estamnos con escenas de partidas de un soldado a la guerra, uno de los mejores, de Vulci, conservado en Múnich (Staatliche Antikensammlungen 2415), o con escenas de comastas y otro estamno conservado en San Petersburgo, Hermitage, B 1148. También en Múnich se conserva la pélice procedente de Gela con la escena del regreso de Hefesto al Olimpo, un tema típico del período arcaico, pero representado con una calma inusual. El movimiento típico de este sujeto se encuentra en cambio en la única crátera de volutas que se conoce dentro de la producción de este pintor procedente de Espina y conservada en el Museo Arqueológico Nacional de Ferrara. El regreso de Hefesto llena el friso inferior mientras que el superior presenta al dios Apolo con la procesión que va al templo conduciendo al buey al sacrificio. Muchas de las figuras representadas en la procesión en honor a Apolo, en un lado de la crátera de volutas del Museo Arqueológico Nacional de Ferrara, n.º inv. 44894, parecen estar inspiradas en el friso del Partenón. Curiosamente, uno de los vasos del artista, una crátera de cáliz, se encontró durante las excavaciones en Olimpia en el taller del escultor Fidias. mientras que en la serie de lutróforos funerarios (en estado fragmentario en Atenas y Oxford), algunos pintados con policromía, parece que ya participan en la nueva atmósfera; el pintor ha representado estelas funerarias y escenas de batalla, para conmemorar a los guerreros que murieron en los primeros años de la guerra del Peloponeso.
Las poses de sus figuras suelen ser sencillas, solemnes y majestuosas. Las cabezas ladeadas sugieren emoción y sus expresiones interesadas poseen cierto aire de nobleza. Sus ojos, expresivos y bien dibujados, también son un rasgo característico. El pintor repetía a menudo las mismas escenas, a veces con composiciones y poses casi idénticas, como lo ilustran los dos estamnos mencionados arriba con su escena favorita, la partida de un soldado a la guerra. Otras escenas de la vida cotidiana que a menudo representaba incluyen jolgorio (por ejemplo, de simposios), escenas de sacrificios y escenas de la vida de las mujeres. Rara vez representó escenas míitológicas, y su iconografía proviene de vasos elaborados en el taller de Polignoto. Las representaciones de amazonomaquias (escenas de batallas con las amazonas) son más comunes, mientras que las escenas con el «regreso de Hefesto al Olimpo» o la «competencia musical entre Apolo y Marsias» solo se representan en dos vasos. El interés del pintor por representar escenas de temática musical también se refleja en una de sus obras más importantes, la representación de un coro ditirámbico en una crátera de campana procedente de Copenhague (Museo Nacional de Dinamarca, n.º inv. 13817).
Entre sus otras obras significativas se incluyen, por ejemplo, la decoración del ánfora de Nola de figuras rojas de Angers (Musée Turpin de Crisse MTC 1013), el lécito de Nueva York (Museo Metropolitano de Arte, n.º inv. 22.139.31) o el pélice de Londres (Museo Británico, n.º inv. E 392). El ánfora panatenaica de figuras negras (recibida por los ganadores de los juegos de las Panateneas, tradicionalmente pintada con la técnica de figuras negras) de Copenhague (Gliptoteca Ny Carlsberg, n.º inv. 3606) también puede ser obra suya. El estilo del pintor se deterioró hacia el final de su carrera. Sus figuras posteriores, como las del lutróforo de Atenas (Museo Arqueológico Nacional, n.º inv.1700), con su interesante escena de guerreros en una tumba, están dibujadas de forma más esquemática y presentan menos detalles anatómicos. Aunque los drapeados se muestran con mayor detalle aquí, carecen de la elegancia anterior. Los vasos que decoró se vendieron en todo el Mediterráneo, pero sobre todo en Ática, Sicilia y Etruria.